# コーリー・サンダース
コーリー・サンダース（Corrie Sanders, 1966年1月7日 - 2012年9月23日）は、南アフリカ共和国の元プロボクサー。元WBO世界ヘビー級王者。
The Sniper(狙撃手)のニックネームを持つ。

## 来歴
1989年4月2日、プロデビュー。
1997年11月15日、マイナータイトルながらWBU世界ヘビー級王座を獲得した。同タイトルは3度の防衛に成功した。
2000年5月20日、ハシーム・ラクマンと対戦したが7回KO負けで王座陥落。
2003年3月8日、WBO世界ヘビー級王者ウラジミール・クリチコと対戦。圧倒的不利を予想されたが、2回に強烈な左一発でTKO勝ちし、悲願の世界チャンピオンとなったが、1度も防衛戦を行うことなくWBO王座を返上する。
2004年4月24日、レノックス・ルイスの王座返上に伴い空位となっていたWBC王座をウラジミールの兄ビタリ・クリチコとWBC世界ヘビー級王座決定戦で対戦するも、8回TKO負けで敵打ちを許す形になり王座獲得に失敗した。その後、1戦をこなしたが、一時期は引退しプロゴルファーを目指し、約2年間リングを離れていた。
2006年11月24日、復帰第一線でコリン・ウィルソンを2回KO勝ち。
2008年2月2日、同国人のオズボーン・マチマナによもやの初回KO負け。その試合を最後に現役を引退した。
2012年9月22日、家族の誕生日を祝うために滞在していたプレトリア近郊ブリッツのレストランで強盗事件に遭遇し、手と腹部に銃撃を受け、翌23日に病院で死亡した。46歳没。

## 獲得タイトル
- 第13代WBO世界ヘビー級王座（防衛0度＝返上）